# پروتین
پروتینس مگنوس (به فرانسوی: Perotinus Magnus) (دوره زندگی حدود ۱۲۰۰)، (که با نام پروتین بزرگ (Pérotin the Great) و مگیستر پروتنیس (Magister Perotinus) نیز شناخته می‌شود) آهنگساز اواخر سده دوازده میلادی بود که به همکاری با مدرسه نوتردام پاریس در چندصدایی سبک آرس کهن شناخته می‌شود. عنوان Magister Perotinus به این معنی است که وی مجوز آموزش داشته‌است. تنها اطلاعات موجود در مورد زندگی وی از یک دانشجوی ناشناس انگلیسی در نوتردام با نام ناشناس چهارم برآمده است. فرض بر این است که وی فرانسوی بوده و نام پروتین نام کوچک پیتر است، با این وجود تلاش برای هارفت او با افراد موجود در اسناد دیگر همچنان مورد شبهه است.

## زندگی، و سختی هویب‌یابی

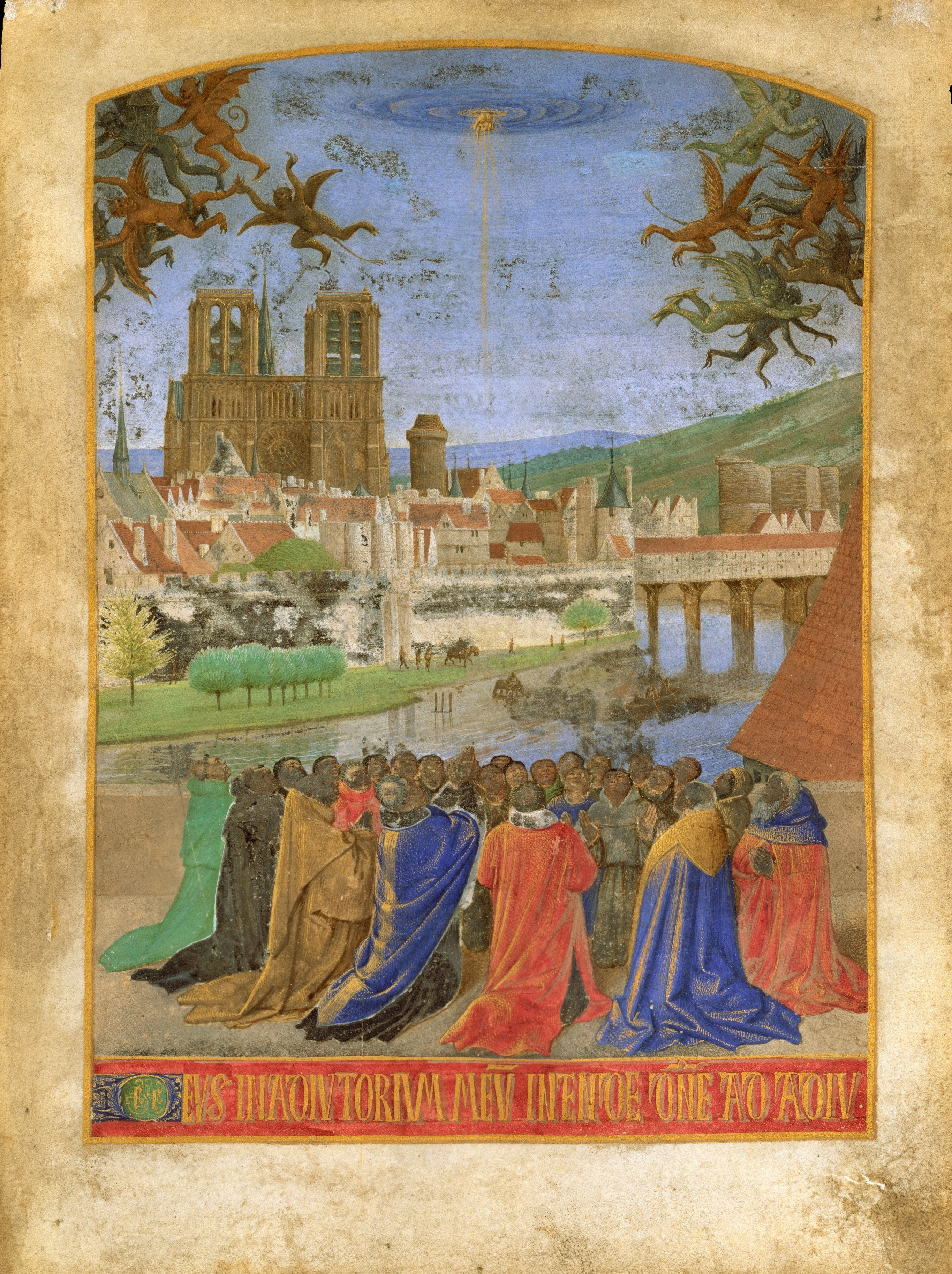
کلیسای جامع نوتردام ۱۴۵۰

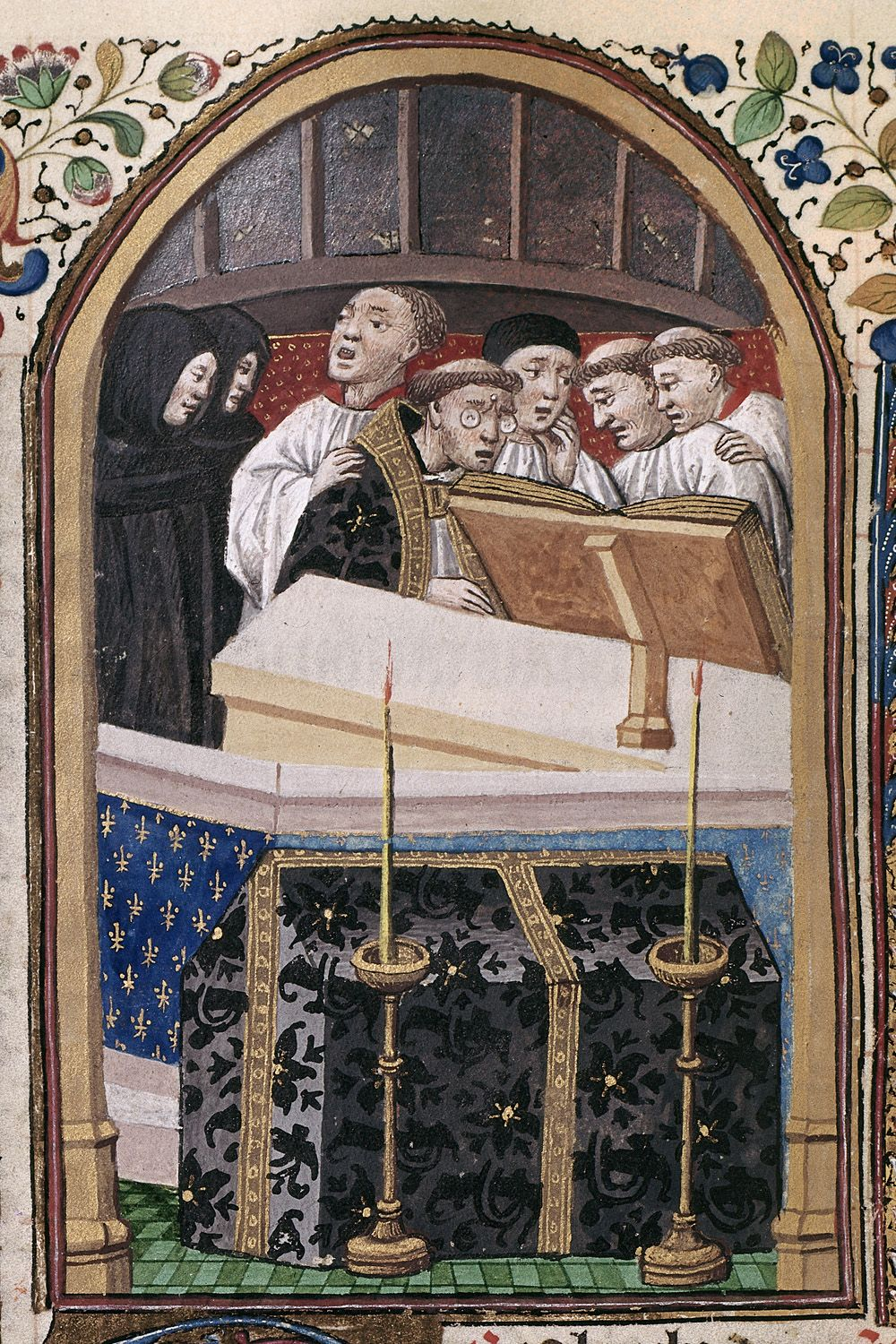
گروه همخوانی قرون وسطایی، پاریس

پروتین، که در مورد او داده‌های کمی وجود دارد، به احتمال زیاد در اواخر قرن دوازدهم و آغاز قرن سیزدهم زندگی می‌کرد و گمان می‌رود که فرانسوی بوده‌است.  تنها اطلاعات در مورد زندگی وی از مختصر نوشته‌هایی که نظریه‌پرداز موسیقی یوهانس دو گارلندیا   (حدود ۱۲۷۰ تا ۱۳۲۰) در کتاب خود De Mensurabili Musica نوشته    و چهار مرجع  که در آثار یک دانش آموز انگلیسی که امروزه با نام ناشناس پنجم شناخته می‌شود،    به دست آمده‌است. 
پروتین به عنوان مهمترین عضو مدرسه چندصدایی نوتردام شناخته می‌شود که گروهی از آهنگسازان بودند که در حدود سال‌های ۱۱۶۰ تا ۱۲۵۰ در کلیسای جامع در پاریس مشغول کار بودند و سبک آرس کهن را بنا نهادند.  تاریخ زندگی و آثار پروتین مدت هاست که مورد بحث بوده‌است،  اما به‌طور کلی تصور می‌شود که او بین حدود سال‌های ۱۱۵۵/۶۰ (یا پیش از آن) تا حدود ۱۲۰۰/۰۵ (یا بعد آن) زندگی می‌کرده‌است.  
پروتین یکی از معدود آهنگسازهای روزگار خود بود که نامش حفظ شده‌است، و می‌توان برخی آثار را که بیشتر آنها رونویسی شده‌اند با اعتماد بالا به او نسبت داد.  ناشناس چهارم او را Magister Perotinus (پروتینوس استاد) نامیده‌است.  عنوانی که توسط یوهانس د گارلاندیا نیز به کار رفته‌است و بدین معنی است که پرووتینوس، مانند لئونین، تقریباً به قطع، در پاریس مدرک magium artium را دریافت کرده‌است.  نام پروتینوس، حالت کوچک نام لاتین پتروس (Petrus) است که گمان می‌رود از نام فرانسوی پروتین (Pérotin) گرفته شده‌است. با این حال «پتروس» یکی از نام‌های رایج در ایل-دو-فرانس در دوران سده‌های میانه بوده هویب‌یابی بیشتر را دشوار می‌کند.  دلیل استفاده از نام کوچک لاتین احتمالاً نشانه احترامی بود که همکارانش به او داشتند. عنوان مگنوس نشانه عزت و احترامی بود که او داشت و حتی مدت‌ها بعد از مرگ نیز به همراه داشت. 

## تأثیرات
پروتین به عنوان اولین آهنگساز مدرن در سنت غربی توصیف شده‌است که اساساً کار پیشینیان خود را از بداهه نوازی تا به یک ساختار متمایز آهنگین تغییر داده‌است.  موسیقی پروتین آهنگسازان مینیمال‌گرای مدرن مانند استیو رایش، به ویژه در اثر ضرب‌المثل را تحت تأثیر قرار داد.  